# 삼천포도서관
삼천포도서관은 대한민국 경상남도 사천시 삼천포대교로 622에 위치한 공공도서관이다.

## 연혁
- 1990년 8월 10일 개관함.
- 1991년 3월 26일 삼천포도서관으로 명칭 개칭함.

## 시설
- 1층 : 어린이자료실, 모둠방, 행정실
- 2층 : 자유학습실, 노트북실, 문화공연장, 강의실
- 3층 : 종합자료실, 서고

## 대출가능한 자료의 종류와 수, 기간
- 도서자료는 14일간 10권 대출할 수 있으며, 1회에 한하여 7일 연장이 가능하다.
- DVD는 1회 2점 7일간 대출 가능하며, 연기는 불가하다.
- 대출 예약 : 1인 3권까지 홈페이지에서 신청 가능하다.

## 개방 시간
| 이용 시간               | 화~일요일     |
| ----------------------- | ------------- |
| 종합자료실/어린이자료실 | 09:00 - 18:00 |
| 디지털자료실            | 09:00 - 18:00 |
| 자유학습실              | 09:00 - 18:00 |

## 정기휴관일
- 매주 월요일, 법정공휴일, 임시휴관일